# Vladimir Poşexontsev
Vladimir Poşexontsev (23 maggio 1967) è un ex calciatore azero, di ruolo centrocampista.

## Carriera

### Nazionale
Ha collezionato cinque presenze con la propria Nazionale.